# Вільям Пауелл
Вільям Пауелл (англ. William Powell; 29 липня 1892, Піттсбург, Пенсільванія, США — 5 березня 1984, Палм-Спрінгс, Каліфорнія, США) — американський театральний та кіноактор, зірка фільмів компанії Metro-Goldwyn-Mayer, що знімався в період 1922 по 1955 рік.

## Біографія
Народився в Піттсбурзі, в 1907 році разом з сім'єю переїхав до Канзас-сіті. Закінчивши в 1910 році школу, поїхав в Нью-Йорк, щоб вчитися в Американській академії драматичного мистецтва, яку закінчив в 1912 році і майже відразу ж дебютував на Бродвеї. Потім деякий час працював в дрібних театральних та естрадних трупах, але в 1920 році зіграв головну негативну роль в бродвейській п'єсі «Іспанська любов», а в 1922 році — роль професора Моріарті в німому фільмі «Шерлок Холмс». Найвідомішою його роллю вважається роль Ніка Чарльза у фільмі «Тонка людина» за романом Дешилла Гемметта.
Припинив зніматися в 1955 році, в тому числі через стан здоров'я, помер через 30 років після цього.

## Фільмографія
| Рік  |   | Українська назва             | Оригінальна назва          | Роль                              |
| ---- | - | ---------------------------- | -------------------------- | --------------------------------- |
| 1926 | ф | Великий Гетсбі               | The Great Gatsby           | Джордж Вілсон                     |
| 1926 | ф | Красунчик Жест               | Beau Geste                 | Болдіні                           |
| 1927 | ф | Спеціальна доставка          | Special Delivery           | Гарольд Джонс                     |
| 1928 | ф | Останній наказ               | The Last Command           | Лев Андрєєв                       |
| 1930 | ф | Вулиця удачі                 | Street of Chance           | Джон Д. Марсден / «Натурал» Девід |
| 1932 | ф | Подорож в одну сторону       | One Way Passage            | Ден                               |
| 1934 | ф | Тонка людина                 | The Thin Man               | Нік Чарльз                        |
| 1936 | ф | Великий Зігфільд             | The Great Ziegfeld         | Флоренц Зігфілд молодший          |
| 1937 | ф | Кінець місіс Чейні           | The Last of Mrs. Cheyney   | Чарльз                            |
| 1944 | ф | Тонка людина їде додому      | The Thin Man Goes Home     | Нік Чарльз                        |
| 1953 | ф | Як вийти заміж за мільйонера | How to Marry a Millionaire | Дж. Д. Ганлі                      |